# Unión Progreso y Democracia Madrid
Unión Progreso y Democracia Madrid (UPyD Madrid) era la agrupación territorial de UPyD en Madrid.

## Funcionamiento interno
El Consejo Territorial de UPyD en la Comunidad de Madrid está formado por las siguientes personas:
- Coordinadora Territorial: María Cristina Pérez
- Responsable de Organización: María Arrimada
- Responsable de Acción Política: Fernando Cortés
- Responsable de Acción Institucional: Juana Hernández
- Responsable de Comunicación: Rubén Couso
- Adjunto a Comunicación: José Luis Pozuelo
- Jefe de Prensa: Oscar Tejero
- Responsable de Sociedad Civil: Alejandro Sanz
- Vocal: Nuria Cabellos
- Vocal: Esther Medina
- Vocal: Gloria Pascual
- Vocal: Israel Bac

## Representación institucional

### Asamblea de Madrid
Las elecciones autonómicas de 2011 fueron las primeras elecciones autonómicas a las que se presentó UPyD en Madrid. Consiguió ocho diputado del total de 129 y se situó como cuarta fuerza de la comunidad por debajo del Partido Popular de la Comunidad de Madrid, del Partido Socialista de Madrid y de Izquierda Unida Comunidad de Madrid.

### Ayuntamientos de Madrid

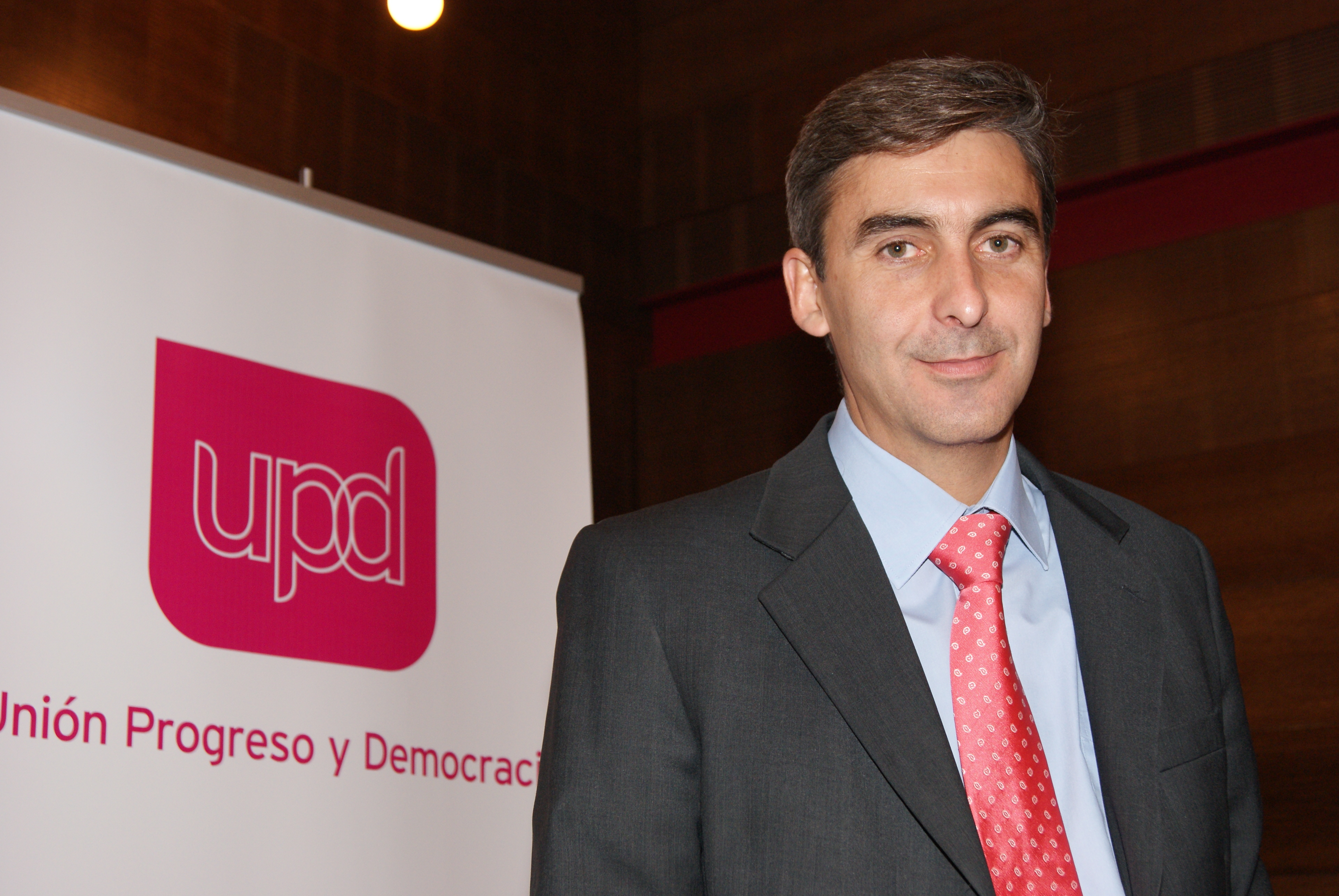
David Ortega

Las elecciones municipales de España de 2011 fueron las primeras elecciones municipales a las que se presentó UPyD en Madrid. Se presentó cuarenta y tres municipios y obtuvo sesenta y cuatro concejales en treinta y dos de esos municipios, pero no logró gobernar en ninguno de estos ayuntamientos.

## Resultados electorales

### Elecciones municipales
UPyD consiguió entrar en los consistorios de 32 ayuntamientos municipales. Algunos de dichos municipios son: Madrid, Alcobendas, Alcalá de Henares, Getafe o Majadahonda. El alcaldable del partido en el municipio de Madrid fue el catedrático de derecho constitucional David Ortega.
| Elecciones                               | Votos   | %    | Concejales | Referencias |
| ---------------------------------------- | ------- | ---- | ---------- | ----------- |
| Elecciones municipales españolas de 2011 | 208.257 | 6,93 | 64         | [ 3 ]       |
| Elecciones municipales españolas de 2015 | 79.870  | 2,51 | 27         | [ 4 ]       |

### Elecciones autonómicas
A pesar de que las encuestas pre electorales no preveían la entrada de UPyD en la Asamblea de Madrid, finalmente el partido consiguió sobrepasar la barrera del 5% del voto regional y se convirtió en la 4.ª fuerza más votada en la Comunidad. La candidatura, encabezada por Luis de Velasco Rami, obtuvo el 6,30% del voto y 8 diputados en la Asamblea madrileña.
| Elecciones                                 | Votos   | %    | Diputado(s) | Referencias |
| ------------------------------------------ | ------- | ---- | ----------- | ----------- |
| Elecciones a la Asamblea de Madrid de 2011 | 187.865 | 6,30 | 8           | [ 1 ]       |
| Elecciones a la Asamblea de Madrid de 2015 | 64.643  | 2,04 | 0           | [ 5 ]       |

### Elecciones generales
En las Elecciones generales de España de 2011, UPyD fue el tercer partido político más votado en la Comunidad de Madrid, tan solo superado por PP y PSOE. Obtuvo cuatro diputados por dicha circunscripción, a saber: Rosa Díez, Carlos Martínez Gorriarán, Álvaro Anchuelo e Irene Lozano.
| Elecciones                             | Votos   | %     | Diputado(s) | Referencias |
| -------------------------------------- | ------- | ----- | ----------- | ----------- |
| Elecciones generales de España de 2011 | 346.122 | 10.32 | 4           | [ 6 ]       |